# 비트윈 투 펀스: 투어 스페셜
《비트윈 투 펀스: 투어 스페셜》(영어: Between Two Ferns: The Movie)은 2019년작 미국의 코미디 영화로, 희극인 잭 갤리퍼내키스가 진행하는 웹 토크쇼 "비트윈 투 펀스"(Between Two Ferns with Zach Galifianakis)를 소재로 한 모큐멘터리이다. 2019년 9월 20일 넷플릭스에서 공개되었다.

## 줄거리
사람들을 불편하게 하는 퍼블릭 액세스 토크쇼를 만들며 출세를 꿈꾸는 잭 갤리퍼내키스. 잭은 매슈 매코너헤이를 인터뷰하다가 본인과 매니저의 실수로 촬영장을 물바다로 만들어버리고 매슈도 익사해 버린다.
잭은 자신의 쇼를 인터넷에 올린 윌 페럴과 말다툼하다가 전국을 돌며 2주 안에 새 에피소드 10회분만 찍어오면 지상파 단독 토크쇼를 런칭해주겠다는 언약을 받는다. 잭은 그 길로 고사리 두 그루와 제작진을 데리고 게스트를 찾아 전국 일주를 떠난다.
크리시 티건과 잤다가 남편인 존 레전드에게 깨지거나, 돈이 다 떨어져서 피터 딩클리지를 인터뷰하는 척하며 보물을 훔쳐 달아나거나 하는 해프닝이 있었지만 어떻게든 분량을 다 찍는 데는 성공한다. 운전중 음악을 켜다가 차가 갓길에 퍼져 버려서 기한을 못 맞출 위기에 처하고 제작진과 다투기도 하지만, 포기하지 않고 남의 차를 얻어 타서 기한 내에 윌 페럴을 만난다.
마침내 지상파 단독 토크쇼를 진행하게 된 잭은 그러나 예전의 비호감스러운 진행 방식을 버리고 대중적인 코미디로 눈을 돌린다. 그러자 예전의 스타일을 버린 데에 실망한 제작진은 떠나려고 한다. 잭은 그들을 붙잡고 고향으로 돌아가 예전 같은 소박한 토크쇼를 계속 만들기로 하면서 영화는 끝이 난다.

## 출연
- 잭 갤리퍼내키스 - 잭 갤리퍼내키스 역
- 로런 랩커스 - 캐럴 헌치 역
- 라이언 골 - 캐머런 "캠" 캠벨 역
- 지어바니 리나이오 - "붐붐" 디로렌티스 역
- 이디 패터슨 - 셜 클라츠 역
- 레이카 샹카 - 가이아 역
- 메리 시어 - 프래니 셴들린 역
- 메리 홀랜드 - 제리 플롭 역
- 맷 베서 - 마이크 버초 역
- 필 헨드리 - 빌 염 역
- 폴 러스트 - 유진 테니슨 역
- A. D. 마일스 - 마이클 역
- 블레이크 클라크 - 얼 캔더턴 역
- 폴 F. 톰프킨스 - 번트 밀리피드 역
- 데미 어더주이베이 - DJ 프왑 역
- 맨델 몬 - 닉 제프리스 역

### 본인 역 카메오
| - 아쿼피나 - 챈스 더 래퍼 - 존 조 - 베네딕트 컴버배치 - 피터 딩클리지 - 윌 페럴 - 갈 가도트 - 티퍼니 해디시 - 존 햄 - 러시다 존스 - 브리 라슨 - 존 레전드 - 데이비드 레터먼 - 매슈 매코너헤이 | - 키아누 리브스 - 폴 러드 - 제이슨 슈워츠먼 - 애덤 스콧 - 헤일리 스타인펠드 - 마이클 세라 - 크리시 티건 - 테사 톰프슨 - 피비 브리저스 - 맷 버닝어 - 월터 마틴 - 브루스 윌리스 - 보비 티즈데일 |  |